# Чарльз Бронсон (злочинець)
Чарльз Артур Сальвадор (англ. Charles Arthur Salvador), раніше Чарльз Алі Ахмед (англ. Charles Ali Ahmed), уроджений Майкл Гордон Пітерсон (англ. Michael Gordon Peterson; нар. 6 грудня 1952, Лутон, Велика Британія), більш відомий як Чарльз Бронсон (англ. Charles Bronson) — найжорстокіший ув'язнений Великої Британії, відсидів понад 30 років, побував більш ніж в 120 виправних установах.

## Біографія
Народився в місті Лутон, Бедфордшир, в англійській родині і був одним з трьох синів Ейри і Джо Пітерсонів. Дядько майбутньої легенди кримінального світу був мером міста два терміни поспіль: з 1960 по 1970 рік. На відміну від інших злочинців, в дитинстві Майкла не було насильства або страшної трагедії, яка б могла вплинути на його особистість. Він любив ходити до школи, гарно вчився, був ввічливий з оточуючими і близькими, у нього було багато друзів. Його тітка вважала, що все почалося з переїзду молодої сім'ї, після чого, як вона вважає, він потрапив під вплив поганої компанії. Після зміни імені на більш звучне ім'я голлівудського актора Чарльза Бронсона він почав брати участь у кулачних боях. Також він працював близько року в мережі ескорт-послуг Mini-house. Через деякий час він зайнявся спортом і, накачавши мускулатуру, став виступати в цирку. Незважаючи на це, в 26 років він вперше потрапляє до в'язниці за збройне пограбування на суму 26 фунтів і 18 пенні. Надалі він відвідає близько 120 англійських виправних установ.

## Злочини
Найвідоміший його злочин — це пограбування поштового відділення в 1974 році, в ході якого він викрав £26,18. Був засуджений на 7 років, але у зв'язку з регулярним порушенням режиму сидить досі, (на момент 2010 року), ось уже 36 років, з них 32 роки в одиночній камері. У 1988 році був заарештований за пограбування, у 1992 вийшов на волю, через три тижні був знову заарештований за підготовку нового пограбування. У в'язниці прославився бійками з охороною. Одного разу він густо намазав своє тіло маслом, а потім напав у голому вигляді на охорону в'язниці. Він завдав кілька серйозних травм наглядачам, перш ніж піднятий по тривозі загін спецназу зміг його знешкодити.

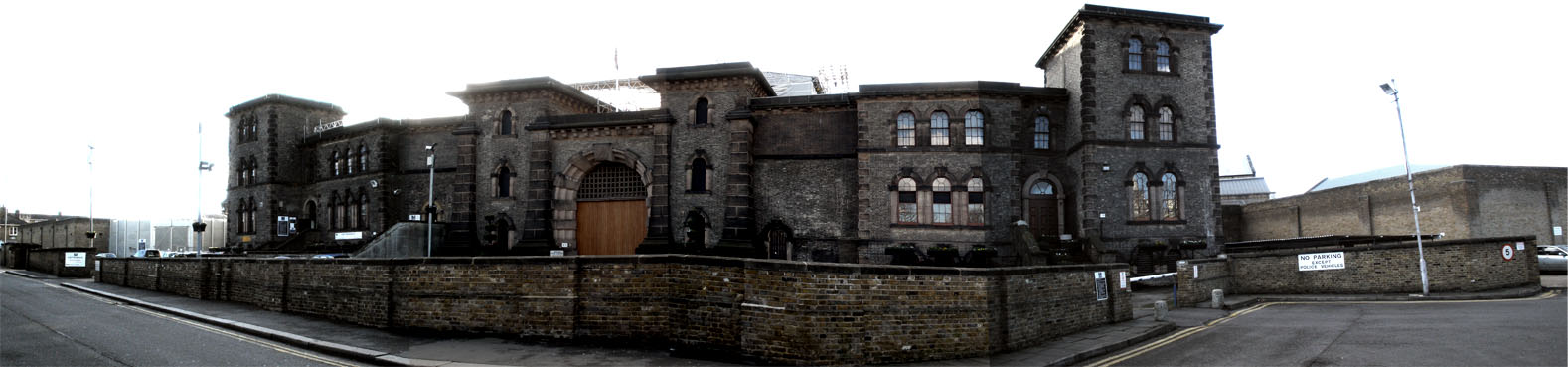
В'язниця Вандсворт, де Бронсон провів 3 роки ув'язнення.

За той час, поки він сидів у в'язниці, Бронсон встиг прославитися як митець і поет. І навіть отримав нагороди за свої роботи, при цьому частина грошей від продажу робіт він направив на благодійність. У жовтні 1996 року взяв у заручники свого адвоката Роберта Тейлора, проте вже через 30 хвилин відпустив його. Адвокат не висунув звинувачень. У 1998 році він взяв кілька іракців в заручники у в'язниці Белмарш. Він наказав заручникам називати його Генерал і погрожував з'їсти одного з них, якщо його вимоги не будуть виконані. А пізніше наказав бити себе одного із заручників. Коли той не зміг, він сам завдав собі каліцтва, після чого зажадав вертоліт, який відвезе його на Кубу, пістолет-кулемет «UZI», 5 тисяч патронів і сокиру. На суді заявив, що винен настільки ж, наскільки і Адольф Гітлер. У лютому 1999 року у в'язниці суворого режиму Вудхіл внаслідок перебування в ній трьох небезпечних ув'язнених: Чарльза Бронсона, Реджинальда Вілсона і Роберт Модслі, і для того щоб забезпечити безпеку інших в'язнів, було створено спеціальний підрозділ.
Під час свого останнього терміну Бронсон захопив тюремного вчителя Філа Деніелсона, зв'язав мотузкою і утримував його протягом 44 годин. Деніелсон став жертвою Бронсона, бо критикував його малюнки. Намагався вбити себе струмом за допомогою пральної машини, наповненою водою. У 2007 році двоє охоронців в'язниці Саттон, намагаючись запобігти черговому інциденту із заручниками, розбили окуляри Бронсона. Після йому була виплачена компенсація в розмірі £200.

## Особисте життя
Був тричі одружений. У перший раз він одружився у віці 19 років на жінці на ім'я Ірен, від якої народився син Майкл. Після того як він вперше потрапив у в'язницю, Ірен подала на розлучення. Вдруге вже будучи знаменитим в'язнем. Його майбутня дружина, 33-річна Саіра Алі Ахмед, уродженка Бангладеш, побачила його фото в газеті, після чого почала з ним листування. Вони зустрілися 10 разів і в червні 2001 року одружилися у Вудхілі, тюрмі максимально строгого режиму. Після чого Пітерсон знову змінив ім'я, на цей раз на Чарльз Алі Ахмет і прийняв іслам. Через 4 роки вони розлучилися. Його дружина дала безліч інтерв'ю, розповідаючи про їх нетривалий шлюбі, у яких відгукувалася про нього як про расиста і хитрого, злого злочинця.
Відомо, що в 2017 році Бронсон одружився з британською актрисою Паулою Вільямсон. 29 липня 2019 року 38-річна Вільямсон була знайдена мертвою у будинку свого коханця.

## Фільм
27 лютого 2009 року в Британії відбулася прем'єра фільму «Бронсон», в основу якого лягла життя Майкла Пітерсона. Головну роль виконав Том Харді, режисер — Ніколас Віндінґ Рефн.

## Громадськість
У Великій Британії є рух за визнання Бронсона божевільним.